# Teksas
Teksas (angleško Texas; špansko Texas ali Tejas) je druga največja zvezna država ZDA z glavnim mestom Austin.  Na jugu meji na Mehiko. Teksas je znan po proizvodnji bombaža.

## Zgodovina
Pri opisovanju Teksasa se večkat uporablja izraz »šest zastav nad Teksasom«, kar se nanaša na več držav, ki so vladale ozemlju današnjega Teksasa. Španija je bila prva evropska država, ki je imela v lasti in pod nadzorom Teksas. Francija je imela kratkotrajno kolonijo, nato pa je ozemlje nadzorovala Mehika. 2. marca 1836 je Teksas razglasil neodvisnost in je postal Republika Teksas. Leta 1845 se je Teksas pridružil zvezi kot 28. država. Priključitev Teksasa je sprožila vrsto dogodkov, ki so pripeljali do mehiško-ameriške vojne leta 1846. Država, ki je bila pred ameriško državljansko vojno suženjska država, je v začetku leta 1861 razglasila odcepitev od Združenih držav Amerike in se 2. marca istega leta uradno pridružila Konfederativnim državam Amerike. Po državljanski vojni in ponovni vključitvi v zvezno vlado je Teksas vstopil v dolgo obdobje gospodarske stagnacije.

## Geografija
Najdaljšo mejo ima Teksas z Mehiko. Meji tudi na ameriške zvezne države Novo Mehiko, Oklahomo, Arkansas in Louisiano. Površje je zelo raznoliko: širok obalni pas z močvirji ob obali in preriji v osrednjem delu države se proti zahodu dviga v Trans-Pecos planote. 
Najdaljša reka v državi, Rio Grande, tvori tudi najdaljši del meje, in sicer na jugu z Mehiko. Reka izvira v Koloradu v Skalnem gorovju in se vije skozi Novo Mehiko ter po celi meji Teksasa z Mehiko preden se izlije v Mehiški zaliv. Druga najdaljša reka je Red River, ki izvira v planotah na zahodu države in je del svoje poti meja med Teksasom in Oklahomo.

## Gospodarstvo
Teksas je najbolj znan po obsežnih rančih, kjer pridelujejo meso in bombaž, ter črpanju  nafte in zemeljskega plina.